# Анхель (футболист)
Анхель Луис Родригес Диас (исп. Ángel Luis Rodríguez Díaz; род. 26 апреля 1987, Санта-Крус-де-Тенерифе) — испанский футболист, нападающий клуба «Тенерифе».

## Карьера
Анхель родился в Санта-Крус-де-Тенерифе и начал заниматься в молодёжных рядах местного «Тенерифе», забив семь мячей в своём первом полном профессиональном сезоне. Сезон 2007/08 Анхель провёл в двух командах: «Реал Мадрид Кастилья» и «Осасуна B».
Вернувшись на Канарские острова в 2008/09 годах, Анхель стал важным атакующим элементом, когда клуб вернулся в Ла-Лигу после семилетнего отсутствия. Он дебютировал в турнире 29 августа 2009 года в матче против «Реала Сарагосы» (Анхель отыграл 10 минут а его клуб проиграл на выезде (0:1). В том сезоне Анхель сыграл 24 игры (все — в качестве замены) и забил один гол. Тем не менее, команда полузащитника вновь выбыла из чемпионата.
Летом 2023 года вернулся в клуб «Тенерифе», подписав двухлетний контракт.